# Гетьман Іван Виговський (корвет)
«Гетьман Іван Виговський» — протичовновий корвет типу «Ада», що будується Туреччиною для України на суднобудівній корабельні в Стамбулі. Це другий корвет даного типу для України після «Гетьман Іван Мазепа», спущеного на воду 2 жовтня 2022.
Розрізання металу для формування частин майбутнього корабля відбулось у березні 2023 року, урочисте закладання відбулось у серпні того року. В липні 2023 року було сформовано кіль корабля. 1 серпня 2024 року корвет було спущено на воду.
Початковим припущенням для назви було «Гетьман Павло Скоропадський», однак 7 березня 2024 року він офіційно отримав назву «Гетьман Іван Виговський».

## Історія
Контракт на будівництво двох корветів типу «Aдa» Міністерство оборони України уклало з турецькими компаніями в грудні 2020 року. Перший корвет для ВМС України заклали у вересні 2021 року, а вже наприкінці грудня на Стамбульській військово-морській верфі почали збирати корпус корабля. 2 жовтня 2022 року, у присутності Першої леді України, відбулася офіційна церемонія спуску першого корвета на воду.[джерело?]
Розрізання металу для формування частин майбутнього другого корвета  відбулось у березні 2023 року. 18 серпня 2023 року відбулася церемонія закладки кіля корабля для ВМС ЗС України на суднобудівній корабельні в Стамбулі. На подію приїхала українська делегація за участі начальника штабу ВМС віцеадмірала Андрія Тарасова та заступника міністра оборони Володимира Гаврилова.
8 березня 2024 року президент Володимир Зеленський відвідав корабельню та, стоячи на борту корабля, заявив про підписання указу щодо надання кораблю назви «Гетьман Іван Виговський» указом від 7 березня 2024.
1 серпня 2024 року корвет було спущено на воду на суднобудівній верфі в Стамбулі.